# Среднефонтанская улица
Улица Среднефонтанская — улица в Одессе, в исторической части города, от Привокзальной площади до Среднефонтанской площади. В начальной своей части является одной из границ площади Куликово поле, проходит параллельно железнодорожным путям от станции Одесса-Главная.

## История
Название дано по местности Средний Фонтан, куда улица (Среднефонтанская дорога) вела из центральной части города.
Будучи окраинной улицей носила промышленный характер, здесь находились лакокрасочные производства Карла Берга (в конце XIX века — «Одесское товарищество фабричного производства красок и лаков») и  Захарько и Целинского, типолитография Плющеева, кирпичный завод Бланка, деревообрабатывающий завод Рондо, кондитерская фабрика Дурьяна, завод сельскохозяйственных машин Шеля, производство халвы Диамандиди, вино-водочное производство Энгеля (потом «Французское анонимное общество пробочной мануфактуры»), завод бутылочной проволоки Пригница.
В 1906 году Лев и Яков Крахмальниковы, потомственные кондитеры, основатели одесской «Конфетной и пряничной фабрики», расширили производство и перевели его в новые кондитерские цеха на Среднефонтанской улице, против Чумной горы. В 1918 году фабрика была национализирована и стала называться «Первой государственной кондитерской фабрикой», а в 1922 году ей присвоено имя Розы Люксембург. Перед Великой Отечественной войной на Одесской кондитерской фабрике работал Пётр Тихонович Таран (1919—1943) — командир отделения 26-го стрелкового полка 1-й отдельной дивизии Войск Народного комиссариата внутренних дел СССР 56-й армии Северо-Кавказского фронта, сержант, Герой Советского Союза (1943).

## Достопримечательности

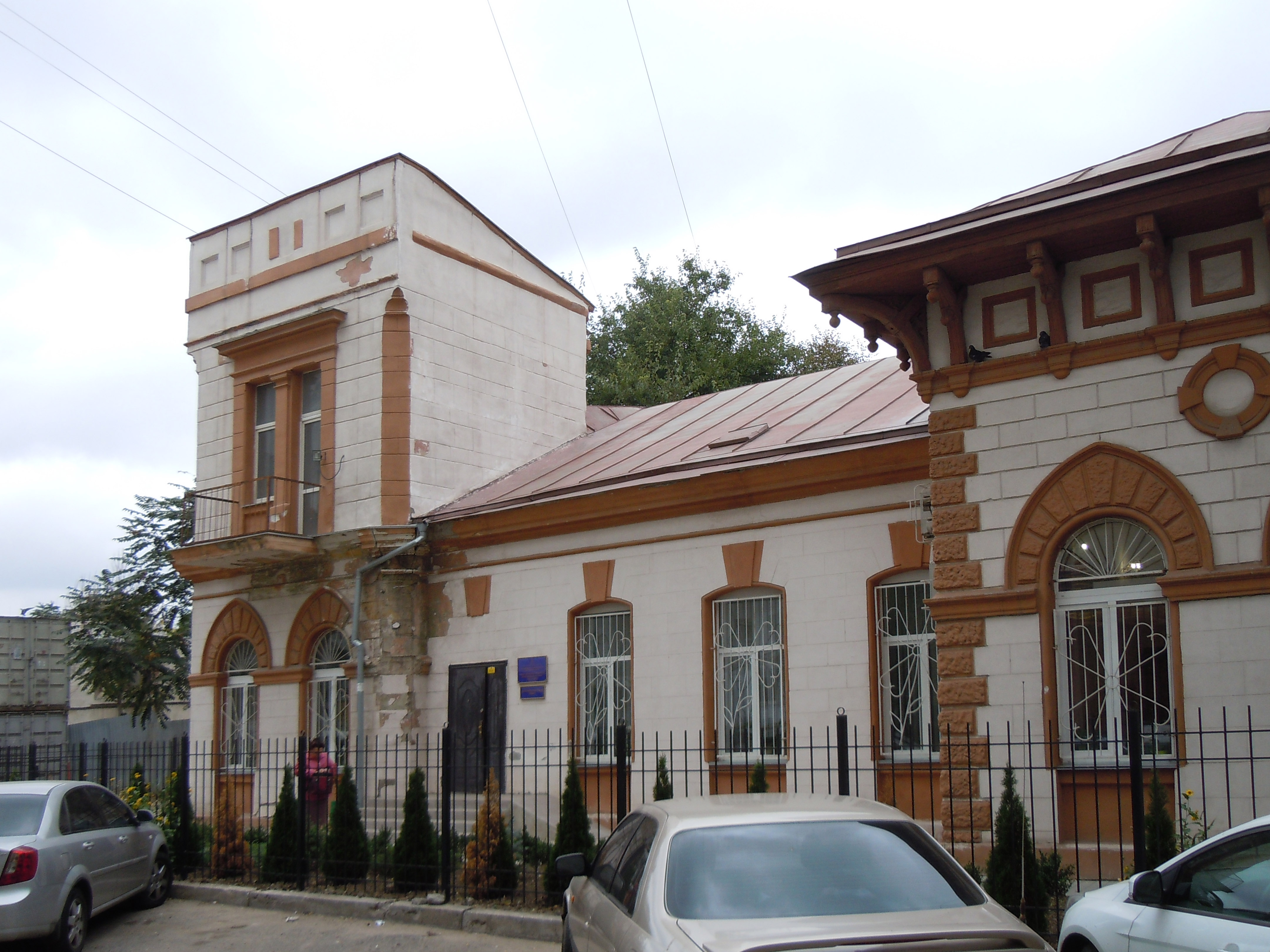
Среднефонтанская улица, 30б

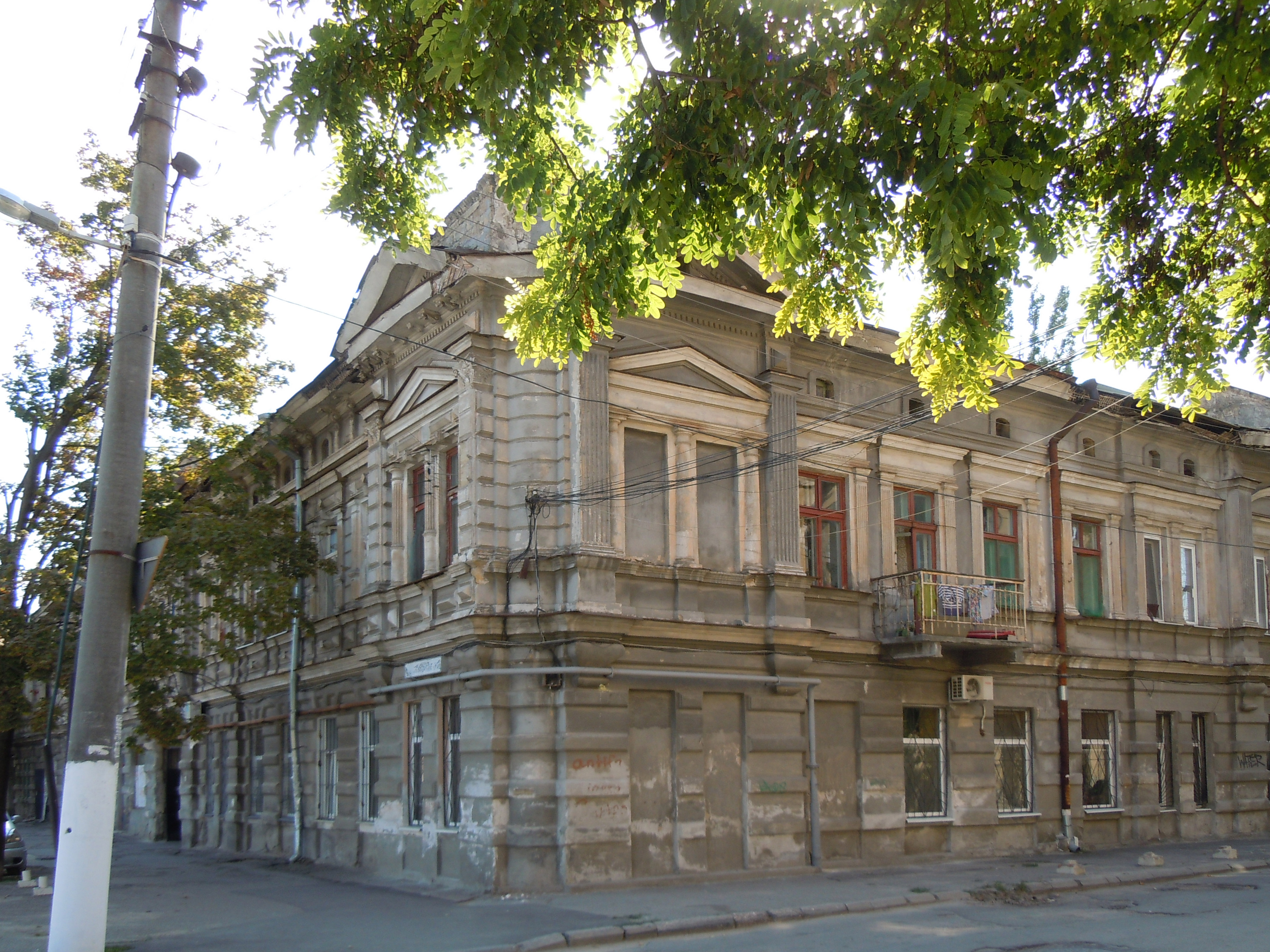
Среднефонтанская улица, 12

Памятник Т. Г. Тарану (1979, скульптор Т. Г. Судьина, архитектор Б. Давидович).